# Jordskælvet i Sichuan 2013
Jordskælvet i Sichuan 2013 målte 6,6 på momentmagnitude-skalaen, og ramte Kinas Sichuan-provins den 20. april 2013 kl. 8:02 lokaltid (0:02 UTC). Jordskælvet havde sit epicenter i et bjergrigt område 34 km nord for byen Ya'an med 1,5 mio. mennesker og 114 km vsv for hovedbyen Chengdu med 9,9 mio. indbyggere, hvor rystelserne også kunne mærkes.
Status ifølge avisen China Daily, en uge efter jordskælvet: 196 mennesker har mistet livet, 21 meldes savnede og 13.484 er kommet til skade.

## Konsekvenser
Godt fjorten timer efter skælvet, afholdte Sichuans Guvernør et pressemøde, hvor han redegjorde for omfanget af katastrofen. Han sagde at det især var gået hårdt ud over distrikterne Longmen og Quingren i Lushan amtet inkl. Ya'an City, hvor mange huse er styrtet sammen. 7000 huse alene i Longmen. Alene i Lushan er der 117 omkomne
Kinas Premierminister Li Keqiang, er blev udnævnt af præsident Xi Jinping, til at koordinere redningsarbejdet. Li Keqiang besøgte de berørte områder tidligt på aftenen lokal tid, og talte på kinesisk tv med redningsfolk og ofre for skælvet. 3870 bevæbnede politifolk og 10.000 soldater er udsendt til området for at opretholde lov og orden og hjælpe til med redningsarbejdet.
Vand- og elforsyningerne er mange steder ude af funktion, og op til 34 vandreservoirer er i fare for at kollapse, hvis der kommer et større efterskælv. Mindre jordskred har flere steder blokkeret veje og besværliggør redningsarbejdet. Skælvet fik et mindre bjerg i Shaanxi til at kollapse.
Der bor 1,5 millioner mennesker i det hårdt ramte Lusan amt, der også er hjemsted for et af Kinas største Panda-reservater. Det ser dog ikke ud til at Pandaerne har lidt nævneværdig skade. Det har te-produktionen til gængæld, og det er en af områdets vigtigste næringsveje.

## Tektonik
Jordskælvet indtraf i lav dybde, med hypocentret kun 12 km under jordoverfladen. Der er tale om en forkastning hvor den ene side overskydes den anden (reverse-faulting), og det er som andre jordskælv i området, foranlediget af at den Indiske Plade støder ind i den Eurasiske Plade med en fart af 50 mm om året.
Området rammes ofte af jordskælv og de har før haft fatale konsekvenser med mange dødsfald. Senest Jordskælvet i Sichuan 2008, hvor omring 70.000 mennesker mistede livet. I 1933 omkom 9300 mennesker (25. aug.).

## KIlder
1. 1 2 3  USGS, 20. april 2013: M6.6 - 50km WSW of Linqiong, China (Technical) (engelsk) Hentet 20. april 2013.
2. 1 2 3  "China starts Lushan quake damage assessment". chinadaily.com.cn. 26. april 2013. Hentet 26. april 2013. (engelsk)
3. ↑  b.dk, 20. april 2013, kl. 12:39: 102 døde og mindst 2.000 kvæstet i kinesisk jordskælv Hentet 20. april 2013.
4. ↑  politiken.dk, 20. april 2013, kl. 11:21: Volsomt jordskælv i Kina: Mere end 100 døde og tusinder såret Hentet 20. april 2013.
5. ↑  earthquake-report.com, 20. april 2013, kl. 16:35 utc: Extremely dangerous very strong earthquake in Sichuan, China Arkiveret 21. april 2013 hos  Wayback Machine (engelsk) Hentet 20. april 2013
6. ↑  rt.com, 21. april 2013, kl. 9:16: China Earthquake: LIVE UPDATES (engelsk) Hentet 21. april 2013.
7. ↑  earthquake-report.com, 23. april 2013, kl. 12:33 utc: Deadly earthquake Sichuan (Ya’an), China – Death toll now at 193 (25 missing) and 12,211 injured Arkiveret 21. april 2013 hos  Wayback Machine (engelsk) Hentet 23. april 2013
8. 1 2  USGS, 20. april 2013: M6.6 - 50km WSW of Linqiong, China (Summary) (engelsk) Hentet 20. april 2013.